# Мария Доброплодна
Мария Хаджигенчева Доброплодна е българска просветна деятелка.

## Биография
Родена е на 8 септември 1846 г. в Сливен, в семейството на търговец. Завършва Девическо класно училище в родния си град и отлично овладява български, гръцки, френски и турски език. На 6 ноември 1860 г. се омъжва в Сливен за книжовника Сава Доброплодни. През 1864 г. се преселват в Тулча, където е учителка в Девическото училище. През януари 1866 г. тя отпечатва в печатницата на Болградската гимназия „Нов буквар за първоначалните момчета и момичета, нареден от Мария Г. Доброплодний. С найлесен начин за прочитане“. С него става първата жена, автор на учебник по време на Възраждането и първата българка, написала и издала учебник в историята на образователното дело в България. Умира на 31 май 1866 г. в Сливен.